# Boules aux Jeux mondiaux de 2009
Navigation
Duisbourg 2005 Cali 2013
Les épreuves de boules des Jeux mondiaux de 2009 ont lieu du 20 juillet au 22 juillet 2009 au 228 Memorial Park à Kaohsiung (Taïwan).

## Podiums

### Hommes
| Épreuves                         | Or                                           | Argent                                              | Bronze                                   |
| -------------------------------- | -------------------------------------------- | --------------------------------------------------- | ---------------------------------------- |
| Boule Lyonnaise-Tir de Précision | Croatie Gianfranco Santoro                   | Italie Emanuele Ferrero                             | Bosnie-Herzégovine Markica Dodig         |
| Boule Lyonnaise-Tir Progressif   | Slovénie Ales Borcnik                        | Italie Alessandro Longo                             | France Sébastien Mourgues                |
| Pétanque-Double                  | France Damien Hureau Julien Lamour           | Belgique Fabrice Uytterhoeven William van der Biest | Thaïlande Pakin Phukram Supan Thongphoo  |
| Raffa-Double                     | Italie Pasquale d'Alterio Gianluca Formicone | Argentine Raúl Basualdo Horacio Francisco Spessot   | Brésil Milton Schmitz Rafael Vanz Borges |

### Femmes
| Épreuves                         | Or                                            | Argent                                  | Bronze                            |
| -------------------------------- | --------------------------------------------- | --------------------------------------- | --------------------------------- |
| Boule Lyonnaise-Tir de Précision | Chine Yang Ying                               | France Magali Jouve                     | Italie Paola Mandola              |
| Boule Lyonnaise-Tir Progressif   | Chine Cheng Xi-ping                           | France Laurence Essertel                | Italie Chiara Soligon             |
| Pétanque-Double                  | Thaïlande Kannika Limwanich Suphannee Wongsut | France Nadège Baussian Ranya Kouadri    | Israël Margalit Ossi Gali Shriki  |
| Raffa-Double                     | Italie Loana Capelli Elisa Luccarini          | Brésil Noeli dalla Corte Ingrid Fuchter | Turquie Deniz Demir Rukiye Yuksel |

## Tableau des médailles
| Rang  | Nation             | Or | Argent | Bronze | Total |
| ----- | ------------------ | -- | ------ | ------ | ----- |
| 1     | Italie             | 2  | 2      | 2      | 6     |
| 2     | Chine              | 2  | 0      | 0      | 2     |
| 3     | France             | 1  | 3      | 1      | 5     |
| 4     | Thaïlande          | 1  | 0      | 1      | 2     |
| 5     | Slovénie           | 1  | 0      | 0      | 1     |
| 5     | Croatie            | 1  | 0      | 0      | 1     |
| 6     | Brésil             | 0  | 1      | 1      | 2     |
| 7     | Belgique           | 0  | 1      | 0      | 1     |
| 7     | Argentine          | 0  | 1      | 0      | 1     |
| 9     | Israël             | 0  | 0      | 1      | 1     |
| 9     | Turquie            | 0  | 0      | 1      | 1     |
| 9     | Bosnie-Herzégovine | 0  | 0      | 1      | 1     |
| TOTAL | TOTAL              | 8  | 8      | 8      | 24    |